# Hinoemata
Hinoemata (檜枝岐村?) è un villaggio giapponese della prefettura di Fukushima.